# Duncan Keith
Duncan Keith, född 16 juli 1983 i Winnipeg, Manitoba, är en kanadensisk professionell ishockeyspelare som spelar för Edmonton Oilers i NHL.
Han har tidigare spelat på NHL-nivå för Chicago Blackhawks.
Keith valdes av Blackhawks som 54:e spelare totalt i den andra rundan av 2002 års NHL-draft. Efter några år i AHL och WHL debuterade Keith i NHL den 5 oktober 2005 i en match mot Anaheim Ducks.
Han vann också silver med det kanadensiska landslaget i VM 2008 och guld i OS 2010.
2010 vann Keith James Norris Memorial Trophy som delas ut till NHL:s bästa back. Keith vann titeln som ligans back på nytt under 2014.
Han är en trefaldig Stanley Cup mästare med Blackhawks 2010, 2013 och 2015. Keith vann the Conn Smythe Trophy under slutspelet 2015 som slutspelets bästa spelare. Han är den första spelaren att vinna denna titel och göra det matchavgörande målet i ett Stanley Cup slutspel sedan Henrik Zetterberg gjorde det samma under 2008 års slutspel med Detroit.

## Statistik

### Klubbkarriär
| 2000–01    | Penticton Panthers        | BCHL       | 60  | 18 | 64  | 82  | 61  | —  | — | —  | —  | —  |
| 2001–02    | Michigan State University | CCHA       | 41  | 3  | 12  | 15  | 18  | —  | — | —  | —  | —  |
| 2002–03    | Michigan State University | CCHA       | 15  | 3  | 6   | 9   | 8   | —  | — | —  | —  | —  |
| 2002–03    | Kelowna Rockets           | WHL        | 37  | 11 | 35  | 46  | 60  | 19 | 3 | 11 | 14 | 12 |
| 2003–04    | Norfolk Admirals          | AHL        | 75  | 7  | 18  | 25  | 44  | 8  | 1 | 1  | 2  | 6  |
| 2004–05    | Norfolk Admirals          | AHL        | 79  | 9  | 17  | 26  | 78  | 6  | 0 | 0  | 0  | 14 |
| 2005–06    | Chicago Blackhawks        | NHL        | 81  | 9  | 12  | 21  | 79  | —  | — | —  | —  | —  |
| 2006–07    | Chicago Blackhawks        | NHL        | 82  | 2  | 29  | 31  | 76  | —  | — | —  | —  | —  |
| 2007–08    | Chicago Blackhawks        | NHL        | 82  | 12 | 20  | 32  | 56  | —  | — | —  | —  | —  |
| 2008–09    | Chicago Blackhawks        | NHL        | 77  | 8  | 36  | 44  | 60  | 17 | 0 | 6  | 6  | 10 |
| 2009–10    | Chicago Blackhawks        | NHL        | 82  | 14 | 55  | 69  | 51  | 22 | 2 | 15 | 17 | 10 |
| 2010–11    | Chicago Blackhawks        | NHL        | 82  | 7  | 38  | 45  | 22  | 7  | 4 | 2  | 6  | 6  |
| 2011–12    | Chicago Blackhawks        | NHL        | 74  | 4  | 36  | 40  | 42  | 6  | 0 | 1  | 1  | 2  |
| NHL totalt | NHL totalt                | NHL totalt | 560 | 56 | 228 | 284 | 386 | 52 | 6 | 24 | 30 | 28 |

### Internationellt
| År     | Lag    | Turnering |    | Matcher | Mål | Assist | Poäng | Utv |
| ------ | ------ | --------- | -- | ------- | --- | ------ | ----- | --- |
| 2008   | Kanada | VM        | 9  | 0       | 2   | 2      | 6     |     |
| 2010   | Kanada | OS        | 7  | 0       | 6   | 6      | 6     |     |
| Totalt | Totalt | Totalt    | 16 | 0       | 8   | 8      | 14    |     |